# Boram
Boram (coréen : 보람),  de son nom complet Jeon Bo Ram (전보람), née le 22 mars 1986 à Séoul en Corée du Sud, est une actrice et chanteuse sud-coréenne de K-pop. Elle était membre du groupe T-ara en tant que chanteuse secondaire. Elle a quitté le groupe en 2017.

## Filmographie

### Films
| Année | Titre                  | Rôle  |
| ----- | ---------------------- | ----- |
| 2002  | The Romantic President | Caméo |
| 2010  | Death Bell 2           | Caméo |
| 2011  | Gisaeng Ghost          | Caméo |

### Séries télévisées
| Année | Titre                                           | Rôle       | Chaîne de télévision |
| ----- | ----------------------------------------------- | ---------- | -------------------- |
| 2009  | Soul                                            | Shin So Yi | MBC                  |
| 2010  | Master of Study                                 | Elle-même  | KBS2                 |
| 2010  | The Angel of Death Comes With Purple High Heels | Ami        | KBS2                 |
| 2015  | Sweet Temptation                                | Bo Ram     | Internet             |

### Clips musicaux
| Année | Titre         | Artiste |
| ----- | ------------- | ------- |
| 2007  | "Feeling You" | Kebee   |
| 2015  | "Moment"      | Davichi |

## Comédies musicales
| Année | Titre                   | Rôle  |
| ----- | ----------------------- | ----- |
| 2014  | The Lost Garden Musical | Mercy |